# Daniel Chima Chukwu
Daniel Chima Chukwu (ur. 4 kwietnia 1991 w Kano) – nigeryjski piłkarz występujący na pozycji napastnika.

## Kariera klubowa
W swojej karierze grał także w takich zespołach, jak Lyn Fotball, Molde FK, Shanghai Shenxin oraz Legia Warszawa.

## Statystyki kariery
(aktualne na dzień 28 maja 2017)
| Klub               | Sezon              | Liga                 | Liga  | Liga   | Puchar | Puchar | Europa | Europa | Łącznie | Łącznie |
| Klub               | Sezon              | Liga                 | Mecze | Bramki | Mecze  | Bramki | Mecze  | Bramki | Mecze   | Bramki  |
| ------------------ | ------------------ | -------------------- | ----- | ------ | ------ | ------ | ------ | ------ | ------- | ------- |
| Lyn                | 2010               | Adeccoligaen         | 11    | 4      | 3      | 2      | –      | –      | 14      | 6       |
| Molde              | 2010               | Tippeligaen          | 4     | 0      | 0      | 0      | 0      | 0      | 4       | 0       |
| Molde              | 2011               | Tippeligaen          | 24    | 5      | 5      | 7      | –      | –      | 29      | 12      |
| Molde              | 2012               | Tippeligaen          | 24    | 7      | 4      | 1      | 11     | 3      | 39      | 11      |
| Molde              | 2013               | Tippeligaen          | 28    | 9      | 5      | 2      | 6      | 2      | 39      | 13      |
| Molde              | 2014               | Tippeligaen          | 27    | 10     | 6      | 4      | 3      | 0      | 36      | 14      |
| Shanghai Shenxin   | 2015               | Chinese Super League | 27    | 10     | 0      | 0      | 0      | 0      | 27      | 10      |
| Shanghai Shenxin   | 2016               | China League One     | 22    | 11     | 1      | 0      | 0      | 0      | 23      | 11      |
| Legia Warszawa     | 2016/17            | Ekstraklasa          | 2     | 0      | 0      | 0      | 1      | 0      | 3       | 0       |
| Legia Warszawa     | 2017/18            | Ekstraklasa          | 2     | 0      | 4      | 0      | 0      | 0      | 6       | 0       |
| Molde              | 2018/19            | Tippeligaen          | 9     | 2      | 1      | 0      | 0      | 0      | 10      | 2       |
| Łącznie w karierze | Łącznie w karierze | Łącznie w karierze   | 180   | 58     | 29     | 16     | 21     | 5      | 230     | 79      |

## Sukcesy
Molde FK
- Mistrzostwo Norwegii: 2011, 2012, 2014
- Puchar Norwegii: 2013, 2014

Legia Warszawa
- Mistrzostwo Polski: 2016/2017, 2017/2018
- Puchar Polski: 2017/2018